# Greivis Vásquez
Greivis Josue Vásquez Rodríguez (Caracas, 16 de enero de 1987) es un exjugador de baloncesto venezolano que disputó siete temporadas en la NBA. Con 1,98 metros de estatura, jugaba en la posición de base. Es el tercer venezolano en la historia en llegar a la NBA. Greivis logró realizar 24 tantos (puntos) en la final del suramericano de baloncesto con la selección de baloncesto de Venezuela contra la selección de Argentina.
Se trasladó a los Estados Unidos para asistir a la escuela secundaria en Montrose Christian School en Rockville, Maryland en 2002. Durante su último año en Montrose, se comprometió con la Universidad de Maryland para jugar bajo el entrenador en jefe Gary Williams. Actualmente es propietario del club Cafeteros de Armenia de la Liga de Baloncesto de colombiana.
En 2007, Vásquez jugó en la selección de baloncesto nacional de Venezuela en el Campeonato FIBA América. En la actualidad es uno de los tres jugadores de baloncesto venezolanos procedentes de las universidades estadounidenses, David Cubillán de los Marquette Golden Eagles y Gregory Echenique de los Creighton Bluejays son los otros.
El 10 de julio de 2013 es traspasado a los Sacramento Kings, en un cambio que involucró el pase de Tyreke Evans a los New Orleans Pelicans y el pase de Robin López a los Portland Trail Blazers.

## Infancia y adolescencia
Greivis nació y creció en un barrio en Caracas, Venezuela, junto a sus padres, Ivis Rodríguez, Gregorio Vásquez y su hermano Ingerman sanoja. Jugó en Montrose Christian, en la ciudad de Rockville (Maryland), bajo la dirección del técnico Stu Vetter, contribuyendo al récord de los Mustang de 43–5 durante sus dos últimos años en esa institución. Uno de los compañeros de equipo en Montrose Christian fue el jugador de la NBA Kevin Durant.

## Llegada a la NBA
Fue seleccionado en el puesto 28 de la primera ronda del Draft de la NBA de 2010, por el equipo de los Memphis Grizzlies. Siendo así el primer jugador de baloncesto Venezolano en llegar a la NBA por medio de la primera ronda del Draft de la NBA .
Su primera temporada (2010-2011) fue bastante regular, finalizó la temporada con promedios de 3.6 puntos, 2.2 asistencias y 1.0 rebotes por partido en 70 juegos disputados,  de los cuales solo fue titular en un juego. Cabe destacar que en esta temporada el equipo llegó a los Playoffs y Greivis tuvo la oportunidad de jugar 13 juegos. Asimismo, se destacó con 4.3 puntos, 1.9 asistencias y 1.5 rebotes por partido. 
El 24 de diciembre de 2011 fue cambiado a los New Orleans Hornets a cambio de Quincy Pondexter, donde se pudo notar claramente un gran aumento en la productividad del criollo. Participó en 66 juegos de temporada regular promediando 8.9 puntos, 5.4 asistencias y 2.6 rebotes, saliendo como titular en 26 oportunidades. En 3 ocasiones Greivis anotó 20 puntos, una de ellas desde la banca el 1 de febrero de 2012 contra los Phoenix Suns, juego en que también sumó 12 asistencias, 6 rebotes y un robo de balón.
En la temporada 2012-2013, ya como titular, jugó un total de 78 partidos (iniciando en cada uno) arrojando números de 13.9 puntos, 9.0 asistencias y 4.3 rebotes por partido, ubicándose como tercer mejor pasador para canasta o coloquialmente asistidor de la NBA solo detrás de  Rajon Rondo y Chris Paul.  
El 23 de noviembre de 2012 anotó 25 puntos y 14 asistencias en la derrota ante los Phoenix Suns. Ambas marcas personales en su carrera hasta esa fecha.
El 1 de enero de 2013 fue nombrado como el Jugador de la Semana de la Conferencia Oeste.
El 8 de febrero de 2013 se enfrentó con los Hornets a los Atlanta Hawks. En el partido, Vásquez anotó 21 puntos, repartió 12 asistencias y tomo 11 rebotes para conseguir el primer triple-doble de su carrera en la NBA.
Luego de varios movimientos posteriores al Draft de la NBA de 2013 el 10 de julio de 2013, fue transferido a los Sacramento Kings, en un cambio que envió a Tyreke Evans a los New Orleans Pelicans, y por otro lado Robin Lopez a los Portland Trail Blazers.
El 8 de diciembre de 2013 fue traspasado junto con Patrick Patterson, John Salmons y Chuck Hayes a los Toronto Raptors a cambio de Rudy Gay, Quincy Acy y Aaron Gray.
El 21 de marzo de 2014 se convirtió en el jugador venezolano con más puntos en la historia de la NBA con 2.490 puntos anotados, superando a Carl Herrera quien logró 2.481 puntos.

## Estadísticas de su carrera en la NBA

### Temporada regular
| Año     | Equipo      | PJ  | PT  | MPP  | %TC  | %3P  | %TL  | RPP | APP | ROB | TPP | PPP  |
| ------- | ----------- | --- | --- | ---- | ---- | ---- | ---- | --- | --- | --- | --- | ---- |
| 2010-11 | Memphis     | 70  | 1   | 12.3 | .408 | .291 | .733 | 1.0 | 2.2 | 0.3 | 0.1 | 3.6  |
| 2011-12 | New Orleans | 66  | 26  | 25.8 | .430 | .319 | .821 | 2.6 | 5.4 | 0.9 | 0.1 | 8.9  |
| 2012-13 | New Orleans | 78  | 78  | 34.4 | .433 | .342 | .805 | 4.3 | 9.0 | 0.8 | 0.1 | 13.9 |
| 2013-14 | Sacramento  | 18  | 18  | 25.8 | .433 | .320 | .938 | 1.9 | 5.3 | 0.3 | 0.1 | 9.8  |
| 2013-14 | Toronto     | 61  | 5   | 21.5 | .417 | .389 | .855 | 2.3 | 3.7 | 0.4 | 0.1 | 9.5  |
| 2014-15 | Toronto     | 82  | 29  | 24.3 | .408 | .379 | .758 | 2.6 | 3.7 | 0.6 | 0.1 | 9.5  |
| 2015-16 | Milwaukee   | 23  | 0   | 20.0 | .326 | .247 | .846 | 2.0 | 4.0 | 0.4 | 0.0 | 5.7  |
| 2016-17 | Brooklyn    | 3   | 0   | 13.0 | .250 | .333 | .667 | .7  | 1.7 | .3  | .3  | 2.3  |
| Total   |             | 401 | 157 | 23.7 | .418 | .349 | .817 | 2.5 | 4.8 | 0.6 | 0.1 | 9.0  |

### Playoffs
| Año   | Equipo  | PJ | PT | MPP  | %TC  | %3P  | %TL   | RPP | APP | ROB | TPP | PPP  |
| ----- | ------- | -- | -- | ---- | ---- | ---- | ----- | --- | --- | --- | --- | ---- |
| 2011  | Memphis | 13 | 0  | 10.9 | .512 | .364 | .769  | 1.5 | 1.9 | 0.4 | 0.2 | 4.3  |
| 2014  | Toronto | 7  | 0  | 27.1 | .422 | .370 | .778  | 3.7 | 5.1 | 0.6 | 0.1 | 10.1 |
| 2015  | Toronto | 4  | 0  | 25.3 | .379 | .357 | 1.000 | 1.8 | 3.0 | 0.5 | 0.0 | 7.5  |
| Total | Total   | 24 | 0  | 18.0 | .440 | .365 | .800  | 2.2 | 3.0 | 0.5 | 0.1 | 6.5  |